# 2980 Cameron
2980 Cameron è un asteroide della fascia principale. Scoperto nel 1981, presenta un'orbita caratterizzata da un semiasse maggiore pari a 2,5700858 UA e da un'eccentricità di 0,1799870, inclinata di 7,27226° rispetto all'eclittica.
Fa parte della famiglia di asteroidi Rafita.
Il nome dell'asteroide è dedicato all'astrofisico canadese Alastair G. W. Cameron.